# Willie Moir
William Moir, noto come Willie Moir (Aberdeen, 19 aprile 1922 – 9 maggio 1988), è stato un calciatore scozzese, di ruolo attaccante.

## Carriera

### Club
Fu capocannoniere della First Division inglese nel 1949.

### Nazionale
Nel 1950 ha giocato una partita nella nazionale scozzese.

## Palmarès

### Club

#### Competizioni nazionali
- Coppa d'Inghilterra: 1

Bolton: 1957-1958
- Community Shield: 1

Bolton: 1958